# Sve najbolje (Thompson)
Kompilacija Marka Perkovića Thompsona, Sve najbolje , kjer so zbrani vsi njegovi največji hiti do leta 2003, izide skupaj z novo pesmijo Ivane Pavle II.
1. Ivane Pavle II.....................................(4:28)
2. Radost s visina....................................(4:58)
3. Lijepa li si (s gostima)...........................(4:18)
4. Prijatelji.........................................(3:56)
5. E, moj narode......................................(4:56)
6. Reci brate moj (duet: Miroslav Škoro)..............(4:25)
7. Neću izdat ja......................................(4:08)
8. Rosa...............................................(3:02)
9. Ljutu travu na ljutu ranu..........................(4:18)
10. Ne varaj me........................................(4:15)
11. Geni kameni (uživo)................................(6:02)
12. Iza devet sela.....................................(4:00)
13. Moj Ivane..........................................(3:33)
14. Zaustavi se vjetre.................................(4:19)
15. Pukni puško........................................(3:36)
16. Bojna Čavoglave....................................(3:23)
17. Anica - Kninska kraljica...........................(3:52)
18. Stari se (duet: Tiho Orlić)........................(3:45)